# Băile 1 Mai
Băile 1 Mai – wieś uzdrowiskowa w gminie Sânmartin, w okręgu Bihor, w Rumunii. Graniczy z Oradeą oraz z innym uzdrowiskiem, Băile Felix. Występują tu gorące źródła, bogate w fosfor, siarkę i sód.